# Klonen (biologie)

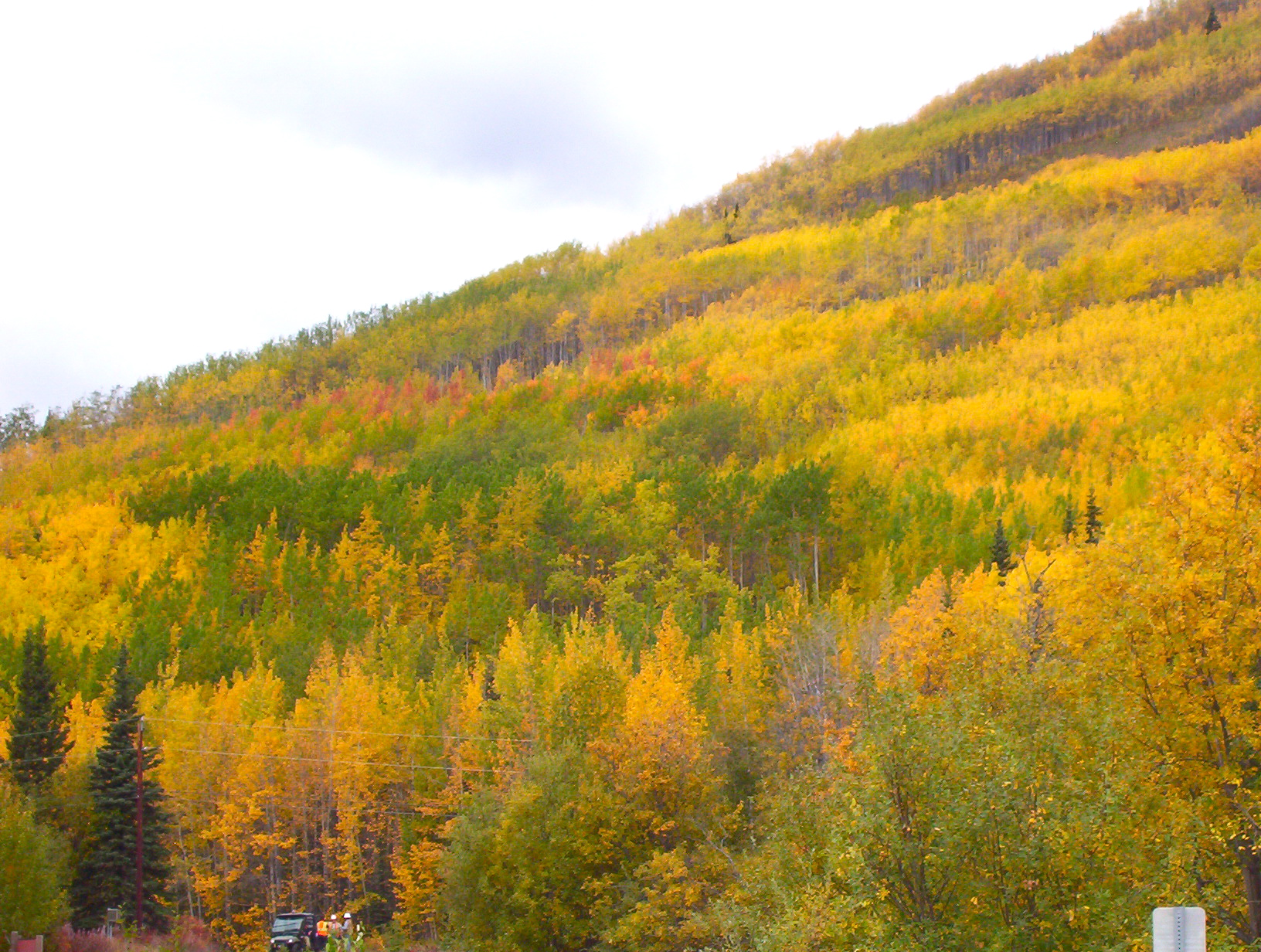
Veel organismen, waaronder deze populieren, planten zich ongeslachtelijk voort en kunnen enorme groepen klonen genereren met hetzelfde genoom.

Klonen of kloneren is een kunstmatige wijze van ongeslachtelijke voortplanting, waarbij een identieke genetische kopie van een organisme wordt geproduceerd. Een kloon is een genetisch (vrijwel) identieke nakomeling van één ouder.
In deze betekenis is klonen altijd menselijk ingrijpen. Hoewel vele planten (en sommige dieren, zoals zeeanemonen) zich spontaan ongeslachtelijk vermeerderen met genetisch identiek nageslacht wordt dit meestal niet klonen (werkwoord) genoemd; wel is een zo ontstaan organisme een kloon (zelfstandig naamwoord) van de ouder.
Sommige lagere organismen, met name sommige eencelligen, planten zich uitsluitend voort via celdeling waarbij twee identieke klonen ontstaan, ook hier wordt het werkwoord klonen niet gebruikt.

## Soorten klonen

### Natuurlijk klonen
Klonen wordt al eeuwen gedaan bij planten. Het gaat dan om planten of gewassen die vegetatief vermeerderd worden door het afleggen,  stekken, enten of oculeren. Ook het vermeerderen van bolgewassen of stengel- en wortelknollen, zoals bij narcissen en aardappelen, is te beschouwen als het klonen van een gewas. Natuurlijke klonen kunnen ook ontstaan door apomixie.

### Reproductief klonen
Reproductief klonen is het klonen met de bedoeling om een identieke kloon te creëren, die kan uitgroeien tot een volwaardig organisme. De meest klassieke methode van reproductief klonen is embryosplitsing. Daarbij wordt een embryo fysiek in twee gesplitst en is het resultaat net hetzelfde als bij een identieke tweeling. De grondlegger van deze techniek is de Duitse embryoloog en Nobelprijswinnaar Hans Spemann.
De moderne techniek om te klonen is celkerntransplantatie. Deze techniek wordt ook wel ‘Somatic cell nucleus transfer’ (SCNT) genoemd. Daarbij wordt de kern van een cel van de genetische ouder in vitro ingebracht in een ontkernde eicel, die vervolgens wordt ingebracht in de baarmoeder van een draagmoeder. Op deze manier is de voortplanting via geslachtscellen omzeild. Al het erfelijke materiaal van de kloon is afkomstig van één ouder. De eerste die deze techniek voorstelde was Hans Spemann, hoewel hij ze zelf nooit heeft uitgevoerd.
Het eerste zoogdier dat gekloond werd via deze techniek was een schaap, door Steen Willadsen, in 1984. De kern die werd gebruikt was afkomstig uit een embryonale cel. In 1987 zagen twee op deze manier gekloneerde kalveren het levenslicht. In 1996 lukte het Ian Wilmuth voor het eerst om een schaap (Dolly) te kloneren uit de kern van een volwassen huidcel. Na Dolly werden onder meer ratten, muizen, geiten, koeien, varkens, konijnen, poezen, honden en apen op deze manier gekloond. Dit verliep zeker niet probleemloos. De kloontechniek is inefficiënt, de meeste gekloonde embryo's en foetussen sterven tijdens de zwangerschap. Veel van de gekloonde dieren bleken niet gezond te zijn. Ze leden onder andere aan defecten aan het afweersysteem, problemen met de vruchtbaarheid, overgewicht, ademhalings- en bloedcirculatieproblemen, nier- en hersenafwijkingen, diabetes, vergrote tongen, vervormde gezichten en poten, vroegtijdig sterven door longontsteking, leveraandoeningen en kanker. Een mogelijke verklaring schuilt in het feit, dat ze bij geboorte al kortere telomeren hebben. Klonen gaat dan ook gepaard met veel dierenleed.
Tot op heden is de belangrijkste praktische toepassing van het klonen van dieren de vermenigvuldiging van dieren die hierbij tegelijkertijd door middel van genetische technologie genetisch worden gemodificeerd. Een combinatie van gentechnologie en klonen maakt het mogelijk om heel precies een gen uit te schakelen of toe te voegen, waardoor snel transgene dieren kunnen worden gemaakt. Zo zijn er bijvoorbeeld varkens gemaakt die beter geschikt zijn voor xenotransplantatie en runderen die geen gekkekoeienziekte kunnen krijgen. Inmiddels beginnen in de VS de eerste producten afkomstig van gekloonde dieren op de markt te komen, waaronder vlees dat wel kloonvlees wordt genoemd.
Het klonen van organismen wordt vaak verward met het exact kopiëren van deze organismen. Dit is echter niet hetzelfde. Een kloon is geen exacte kopie, maar een genetische kopie van het origineel. Bij klonen worden stamcellen uit het moederorganisme gehaald, die daarna weer verder ontwikkelen in een pleegmoeder. Als men bijvoorbeeld als celdonor een dier gebruikt van 10 jaar zal de kloon bij de geboorte net zo ontwikkeld zijn als een "normaal" jong dier dat net is geboren. De kloon is dus niet meteen 10 jaar oud.
In Nederland lopen van de hengst Jazz de in 2012 geboren klonen Jazz 1, Jazz 2 en Jazz 3 rond. De drie klonen zijn in Amerika tot stand gekomen omdat klonen in Nederland verboden is.

### Therapeutisch klonen

Reproductief en therapeutisch klonen

Therapeutisch klonen is klonen met de bedoeling om lichaamscellen te produceren die kunnen bijdragen aan de genezing van bepaalde ziekten. Dit is dan vooral bedoeld om mensen te genezen. Therapeutisch klonen is vooralsnog een experimentele techniek.
Bij therapeutisch klonen wordt met behulp van kerntransplantatie een embryo gekweekt dat genetisch identiek is aan de patiënt. Als het embryo ongeveer honderd cellen groot is dan worden stamcellen verwijderd en in kweek gebracht. Door de kweekomstandigheden te manipuleren kunnen de stamcellen uitgroeien tot ieder gewenst celtype. Deze nieuw ontstane weefsels worden vervolgens bij de patiënt geïmplanteerd om deze te genezen van zijn ziekte (stamceltherapie). Het voordeel van deze techniek is dat de patiënt cellen ontvangt die genetisch identiek zijn aan zijn eigen lichaamscellen, waardoor een afweerreactie van het lichaam wordt voorkomen (in tegenstelling tot xenotransplantatie)
De beschikbaarheid van menselijke eicellen, mede omdat ze relatief moeilijk te isoleren zijn, vormt hierbij een groot probleem. Ook bleek uit proefdieronderzoek dat het embryo een grote kans maakt op misvormingen, aangezien de kern van de eicel toch significant verschillend is aan deze van een somatische cel. Het tekort aan menselijke eicellen kan opgevangen worden door inschakeling van ontkernde dierlijke eicellen. Aangezien mitochondriaal DNA aanwezig blijft, kan dit later voor problemen zorgen tijdens de aanmaak van mitochondriën. Dit probleem kan eventueel opgevangen worden door co-transplantatie van mitochondriën van de donor. De Nederlandse Embryowet staat toe dat embryo’s die overblijven na een ivf-behandeling gebruikt worden voor wetenschappelijk onderzoek ten behoeve van therapeutisch klonen. De Nederlandse wet verbiedt echter het klonen van menselijke cellen, zowel voor therapeutisch als voor reproductief gebruik.

## Reproductief klonen van mensen
Het klonen van mensen is volgens de heersende wetenschappelijke inzichten nog niet mogelijk.
Het klonen van mensen is in veel landen verboden vanwege medisch-ethische bezwaren. In Nederland zegt de Embryowet van 20 juni 2002 hierover: "Het is verboden handelingen met geslachtscellen of embryo's te verrichten met het oogmerk van de geboorte van genetisch identieke menselijke individuen" (artikel 24, lid f). Je kan maximaal één jaar gevangenisstraf of een geldboete in de vierde categorie krijgen bij overtreding.
In het ethische debat over het klonen van mensen gaat het onder meer over het welzijn en de gezondheid van de kloon. Bij klonen van dieren is er al een groot risico op spontane abortussen en misvormingen. Dus bij klonen van mensen (een techniek die nog veel moeilijker is en tot op heden zelfs nog niet mogelijk) is het aannemelijk dat er ook een grote kans is op spontane abortussen en op misvormingen. En bovendien zijn er niet enkel risico’s voor de kloon zelf, maar zijn er ook risico’s aan verbonden voor de draagmoeder.
Behalve medische problemen zijn er ethische problemen. De opmerkingen die hierbij gemaakt kunnen worden (en die voor discussie vatbaar zijn) zijn:
- Het is niet "natuurlijk", dat wil zeggen: in strijd met 'de natuurlijke orde der dingen'.
- Het is een aantasting van de menselijke waardigheid.
- Het is een schending van het recht op genetische uniciteit.
- Er kunnen psychosociale risico’s zijn voor het kind.
- Klonen zou misbruikt kunnen worden om eugenetische redenen.
- Er hoeft geen exacte kopie te ontstaan: bepaalde eigenschappen zijn niet overdraagbaar, zoals bij eeneiige tweelingen die vaak niet volledig identiek zijn. Enkel aanleg tot die eigenschappen is overdraagbaar, omdat milieu, sociale omgeving en opvoeding ook een rol spelen.